# Heiligtum der Artemis Agrotera
Das Heiligtum der Artemis Agrotera ist ein antiker griechischer Tempel in Athen. Er war der Jagdgöttin Artemis Agrotera gewidmet. Er befindet sich auf der Ostseite des Ilisosflusses nahe bei der Kallirrhoë-Quelle und des Panathinaiko-Stadions.
Der Tempel wurde 449 v. Chr. in ionischer Ordnung mit vier Säulen auf zwei Seiten als sogenannter Amphiprostylos von dem Architekten Kallikrates errichtet, auf den auch der ähnliche, etwas kleinere Niketempel auf der Akropolis zurückgeht. In diesem Heiligtum der Jagdgöttin Artemis feierten die Athener jedes Jahr am 6. Boëdromion (Mitte September) den Jahrestag der Schlacht bei Marathon.
Im 5. Jahrhundert n. Chr. wurde der Tempel in eine Kirche umgebaut und im 17. Jahrhundert durch eine Kuppel erweitert. 1778 wurde er vom osmanischen Kommandanten Athens niedergerissen und das Baumaterial zur Verstärkung der Stadtmauern verwendet.
Erste Ausgrabungen fanden 1897 statt. Bei Straßenbauarbeiten entdeckte der Bauforscher Ioannis Travlos 1962 die Umfassungsmauer des Heiligtums. Obwohl offizielle Stellen mehrfach die große historische Bedeutung des Geländes festgestellt haben, befindet es sich noch im Privatbesitz und ist von Verfall bedroht. Eine Bürgerinitiative fordert Ausgrabungen und die Einbeziehung des Heiligtums in eine archäologische Schutzzone.